# 沃特敦 (馬薩諸塞州)
沃特敦（英語：Watertown），是美國麻薩諸塞州米德爾塞克斯縣的一個城市，位於州府波士頓西北。面積10.8平方公里。根據美國2000年人口普查，人口32,986人。
1630年建鎮。